# Philip Mestdagh
Philip Mestdagh (26 januari 1963) is een Belgisch basketbalcoach. Hij was van 2015 tot 2021 hoofdcoach van het Belgisch basketbalvrouwenteam, de Belgian Cats. In 2022 werd hij de coach van de Kortrijk Spurs.
Mestdagh is een Belgisch trainer van 2003 tot 2014 actief bij Blue Cats Ieper. In 2012 behaalde het team de dubbel van kampioenstitel en beker. Het leverde hem dat jaar ook de titel "Coach van het Jaar" op. In 2014 degradeerde het team evenwel naar de eerste landelijke en koos Mestdagh voor een sabbatjaar als clubtrainer. Van 2015 tot 2016 was hij coach van Castors Braine en sinds 2017 bij Basket Namur Capitale waar hij voor het seizoen 2017-2018 terug de titel van Coach van het jaar ontving.
Mestdagh is sinds 2011 ook actief als basketbalcoach bij de Koninklijke Belgische Basketbalbond, eerst twee jaar bij de junioren, vanaf 2013 en tot 2016 bij de U20 en eveneens vanaf 2013 als assistent-coach bij de Belgian Cats. Daar volgde hij in 2015 Daniel Goethals op. Met Mestdagh als coach plaatste het team zich voor het Europees kampioenschap basketbal vrouwen 2017, haalde het met een bronzen medaille het beste resultaat ooit en plaatste het team zich een jaar later voor de allereerste keer voor het Wereldkampioenschap basketbal vrouwen. 7 november 2017 bevestigde Koen Umans, general manager van de Koninklijke Belgische Basketbalbond dat Mestdagh aanblijft als trainer van de Belgian Cats minstens tot de Olympische Zomerspelen 2020 in Tokio. Op de FIBA Women's Basketball World Cup 2018 stootte het team door in de knock-outrondes tot de halve finales en eindigde op een vierde plaats.

## Varia
Philip Mestdagh is vader van twee bekende Belgische basketbalspeelsters: Kim Mestdagh (1990) en Hanne Mestdagh (1993).